# Mamoudzou
Mamoudzou es la capital del departamento de ultramar francés de Mayotte en el océano Índico. Mamoudzou es el municipio más poblado de Mayotte.

## Historia
Mamoudzou es una comunidad que se empieza a desarrollar después de 1860 para ayudar a la ciudad de Dzaoudzi. La urbanización ha integrado progresivamente antiguas aldeas cuya existencia para algunos se remonta a varios siglos como: Kaweni (siglo XIV), Mtsapéré (finales del siglo XVIII), o Shoa, un pueblo fundado en 1830 por Sakalavaque acompañó a Adriantsoly. Kavana Kaweni dio la bienvenida en la segunda mitad del siglo XIX, con dos fábricas de azúcar en las plantaciones, partes de cuyos restos aún son visibles.
La antigua capital de Mayotte era Dzaoudzi, pero Mamoudzou fue elegida capital en 1977.

## Administración
El municipio se compone de 6 aldeas, además de la ciudad central también llamada Mamoudzou. Estas seis aldeas son: Kaweni, Mtsapéré, Passamainti, Vahibé, Tsoundzou I y Tsoundzou II.
El municipio se subdivide además en tres cantones: Mamoudzou I, II y III.

## Geografía
Mamoudzou está situado en la costa oriental de la isla Grande Terre, tiene una superficie de 41,89 km², y una densidad de población de 1266 hab/km².
El Mont Mtsapéré con 570 m s. n. m. es la mayor elevación de la zona y la tercera de toda la isla.

## Población
Mamoudzou cuenta con una población de 57.281 habitantes según el censo del año 2012. 
| 20.307 | 32.733 | 45.475 | 53.022 | 57.281 | 71.437 |

## Economía

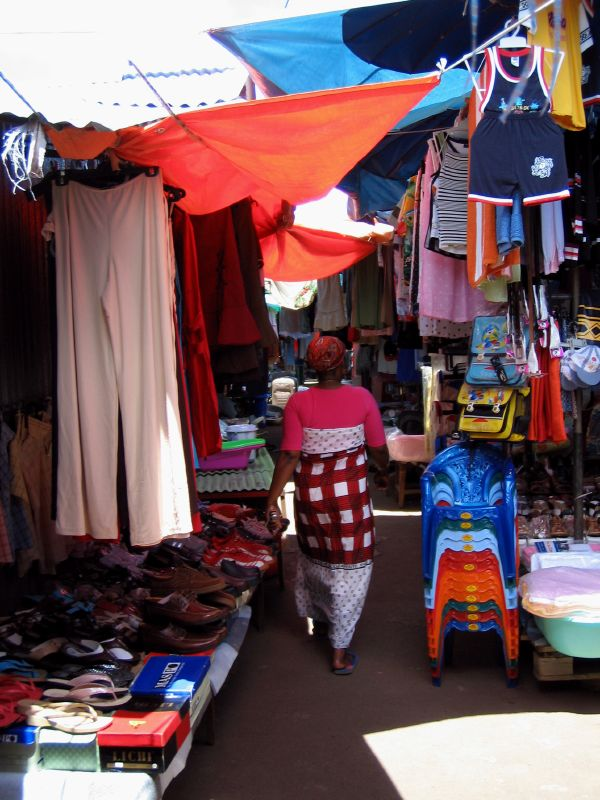
Mercado en Mamoudzou.

La concentración de las empresas e industrias en el grupo del gobierno es inevitable, además esta concentración combina la tradición y la modernidad. Destacan además los comercios pequeños y no los grandes supermercados.
Se venden muchos tazones, alfombrillas de oración, ropa, especias y, por supuesto frutas y hortalizas, del estilo de los plátanos, las piñas, mangos, papayas y yuca.